# Torneo Centroamericano 1967
El Torneo Centroamericano 1967 fue la tercera edición del Torneo Centroamericano de la Concacaf, torneo de fútbol a nivel de clubes de Centroamérica y que contó con la participación de 4 equipos de la región. El ganador estaría en la fase final de la Copa de Campeones de la Concacaf 1967.
El Alianza FC de El Salvador fue el campeón tras vencer en la final al Aurora FC de Guatemala.

## Equipos participantes
En cursiva los equipos debutantes en el torneo.
| País                 | Equipo       |
| -------------------- | ------------ |
| El Salvador · 1 cupo | Alianza FC   |
| Honduras 1 cupos     | CD Olimpia   |
| Guatemala · 1 cupo   | Aurora FC    |
| Nicaragua 1 cupo     | Flor de Caña |

## Cuadro de desarrollo
|  | Semifinales  | Semifinales  | Semifinales | Semifinales | Semifinales |   |                | Final          | Final | Final | Final | Final |
|  |              |              |             |             |             |   |                |                |       |       |       |       |
|  | Alianza      | Alianza      | 8           | 2           | -           |   |                |                |       |       |       |       |
|  | Flor de Caña | Flor de Caña | 0           | 3           | -           |   |                |                |       |       |       |       |
|  |              |              |             |             |             |   | Alianza (pró.) | Alianza (pró.) | 0     | 1     | 1     |       |
|  |              | Aurora       | Aurora      | 0           | 1           | 0 |                |                |       |       |       |       |
|  | Aurora       | Aurora       | 1           | 0           | 2           |   |                |                |       |       |       |       |
|  | Olimpia      | Olimpia      | 0           | 1           | 0           |   |                |                |       |       |       |       |

## Semifinales

### Alianza - Flor de Caña
| 6 de agosto de 1967 | Alianza                           | 8:0 | Flor de Caña | Estadio Flor Blanca, San Salvador |  |
|                     | Tapia · Sepúlveda · Desconocido/s |     |              |                                   |  |

| 13 de agosto de 1967 | Flor de Caña        | 3:2 (Global 3:10) | Alianza       | Estadio General Somoza, Managua |  |
|                      | Calvo · Desconocido |                   | Desconocido/s |                                 |  |

### Aurora - Olimpia
| 6 de agosto de 1967 | Olimpia | 0:1 (0:0) | Aurora      | Estadio Nacional, Tegucigalpa |  |
|                     |         |           | Recinos 64' |                               |  |

| 13 de agosto de 1967                                            | Aurora | 0:1 (0:0) | Olimpia     | Estadio del Ejército, Ciudad de Guatemala |  |
|                                                                 |        |           | Rosales 60' |                                           |  |
| Debido al empate global de 1-1, se hizo un partido de desempate |        |           |             |                                           |  |

| 20 de agosto de 1967 | Aurora                 | 2:0 (0:0) (Global 3:1) | Olimpia | Estadio del Ejército, Ciudad de Guatemala |  |
|                      | Corado 59' · Arias 63' |                        |         |                                           |  |

## Final
| 10 de septiembre de 1967 | Aurora | 0:0 | Alianza | Estadio del Ejército, Ciudad de Guatemala |  |

| 17 de septiembre de 1967                                        | Alianza | 1:1 | Aurora | Estadio Flor Blanca, San Salvador |  |
|                                                                 | Álvarez |     | Alemán |                                   |  |
| Debido al empate global de 1-1, se hizo un partido de desempate |         |     |        |                                   |  |

| 15 de octubre de 1967 | Alianza    | 1:0 (0:0; 0:0) (1:0 t. s.)(Global 2:1) | Aurora | Estadio Flor Blanca, San Salvador |                                 |
|                       | Monge 117' |                                        |        | Asistencia: 30 000 espectadores   | Asistencia: 30 000 espectadores |

## Campeón
Alianza
Campeón
1° título